# Brick Bradford (seriado)
Brick Bradford é um seriado estadunidense de 1947, gênero ficção científica, dirigido por Spencer Gordon Bennet, em 15 capítulos, estrelado por Kane Richmond, Rick Vallin e Linda Leighton. Foi produzido e distribuído pela Columbia Pictures, e veiculou nos cinemas estadunidenses a partir de 18 de dezembro de 1947.
Foi o 35º entre os 57 seriados produzidos pela Columbia Pictures, e foi baseado no personagem dos quadrinhos Brick Bradford, criado por Clarence Gray e William Ritt em 1933.

## Sinopse
Brick Bradford é designado pelo governo para ajudar o Doutor Gregor Tymak, cientista e inventor que está trabalhando em um "Raio Interceptador", que pode destruir rochas. Por outro lado, o raio pode ser usado como “raio da morte”, chamando assim a atenção do agente espião Laydron. Tymak usa seu portal, a "Porta de Cristal", para a 5ª dimensão para escapar dos criminosos, o que o leva para a Lua (que felizmente tem ar e é um terreno rochoso sem crateras). Lá, ele é capturado e condenado a morrer por congelamento pela rainha Khana, déspota da lua, pois o povo lunar não acredita que ele veio da Terra.
A ação se move para a Lua, pois o raio requer um elemento especial chamado Lunarium, anteriormente só encontrado em um meteorito. Trabalhando como exilados no deserto lunar, os heróis destronam a rainha Khana e retornam com o Lunarium.
No entanto, o dispositivo ainda requer uma fórmula escondida em uma ilha desconhecida 200 anos no passado, então  Brick e seu ajudante Sandy Sanderson viajam na máquina do tempo de Tymak, a "Time Top", para recuperá-lo. O último terço da série ocorre na época moderna, na Terra, com mais problemas com o espião Laydron.

## Elenco
- Kane Richmond … Brick Bradford
- Rick Vallin … Sandy Sanderson
- Linda Leighton … June Salisbury
- Pierre Watkin … Professor Salisbury
- Charles Quigley … Laydron, espião
- Jack Ingram ... Albers
- Fred Graham … Black
- John Merton … Dr. Tymak
- Leonard Penn … Eric Byrus
- Wheeler Oakman … Louis Walthar
- Carol Foreman … Rainha Khana
- Charles King … Creed
- John Hart … Dent
- Helene Stanley ... Carol Preston

## Produção
Brick Bradford foi o primeiro dos três seriados de ficção científica produzidos pela Columbia Pictures.
O seriado foi dividido em três partes, cada uma delas escrita por um roteirista diferente.  A primeira parte, que vai do capítulo 1 ao 5, foi escrita por George Plympton. A parte seguinte, do capítulo 6 ao 10, foi escrita por Hoerl. O final do seriado, do capítulo 11 ao 15, foi escrito por Clay.

## Crítica
Harmon e Glut descrevem o seriado como um " cliffhanger bastante malfeito, de baixo orçamento". A parte escrita por Hoerl está cheio de em piadas à custa de seriados, enquanto a parte final, escrita por Clay é uma constante repetição de sequências de captura e fuga.
Cline considera Brick Bradford um "seriado medíocre que gozou de uma grande audiência ".

## Capítulos
1. Atomic Defense
2. Flight to the Moon
3. Prisoners to the Moon
4. Into the Volcano
5. Bradford at Bay
6. Back to Earth
7. Into Another Century
8. Buried Treasure
9. Trapped in the Time Top
10. The Unseen Hand
11. Poison Gas
12. Door to Disaster
13. Sinister Rendezvous
14. River of Revenge
15. For the Peace of the World

Fonte:

## Seriado no Brasil
Brick ficou conhecido nos quadrinhos brasileiros como “Dick James”, mas “o distribuidor do filme preferiu manter o nome original”.